# 輝板

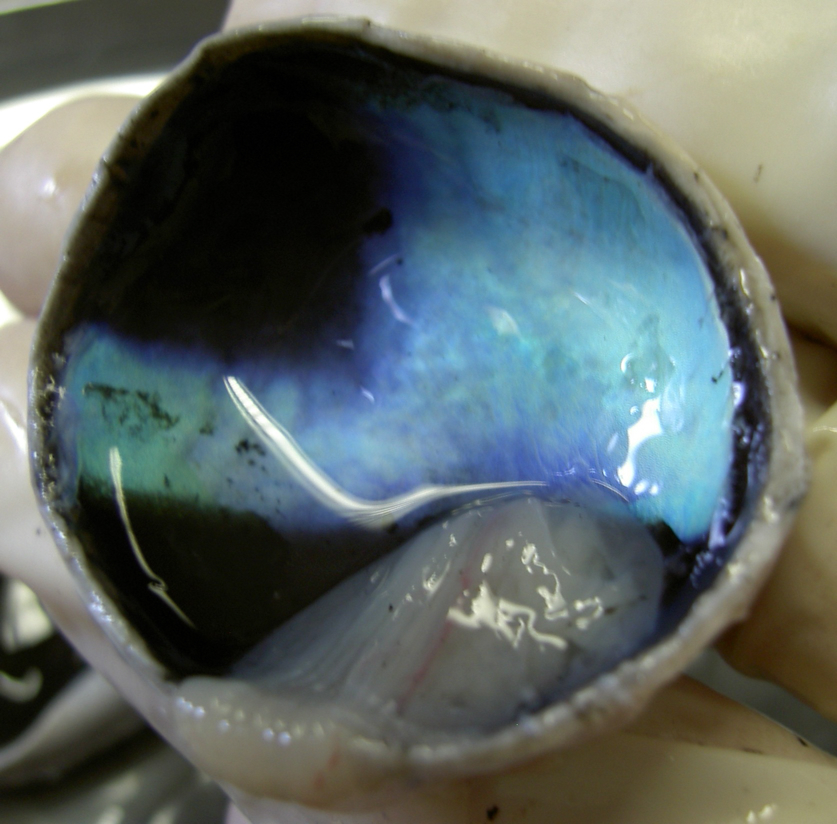
子牛の輝板

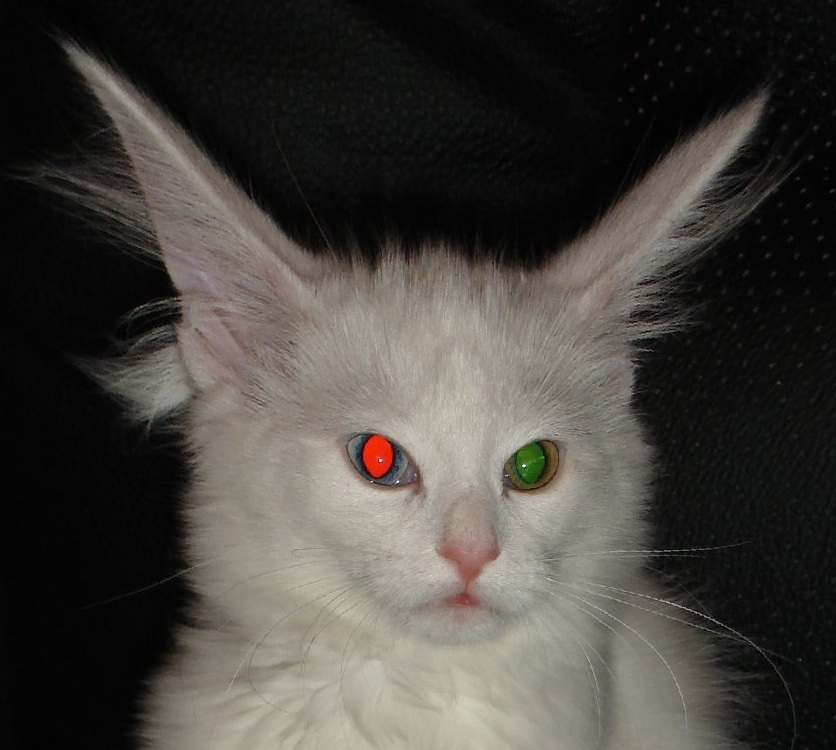
カメラのフラッシュを反射する猫の目。片側の目は、網膜の血管を反射して赤目現象を起こしている。

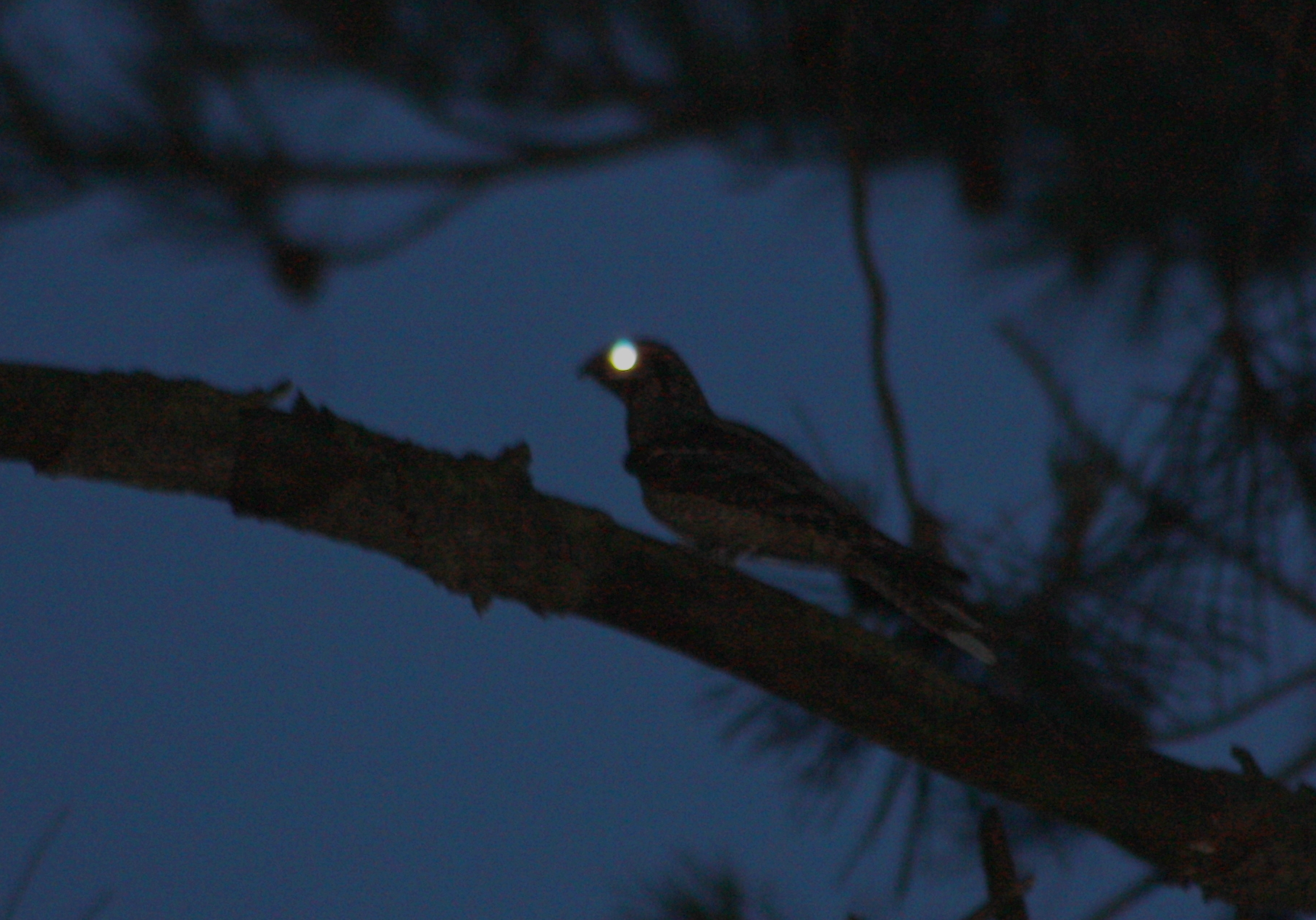
カメラのフラッシュを目の輝板で反射するヨダカ

輝板（きばん、英: tapetum）は、網膜後ろの網膜色素上皮や脈絡膜に存在し、網膜を通過後の光を反射して再び網膜の光受容体を活性化させるために存在する金属光沢をもつ反射板である。輝膜（きまく）とも呼ばれ、英語からタペタム（またはタペータム）ともよばれる。
明るい場所で活動する動物には見られず、夜行性、薄明薄暮性の動物、深海のような視界の悪い無光層でも視界を活用する深海魚などに見られる。大きく分けて以下の4種類ある。
1. 網膜輝板（retinal tapetum） ‐ 例：硬骨魚類、ワニ類、有袋類、オオコウモリ
2. 脈絡膜グアニン輝板(choroidal guanine tapetum) ‐ 例：軟骨魚類
3. 脈絡膜細胞性輝板(choroidal tapetum cellulosum) ‐ 例：肉食動物、げっ歯類、鯨類
4. 脈絡膜線維性輝板(choroidal tapetum fibrosum) ‐ 例：ウシ、ヒツジ、ヤギ、ウマ

深海魚の魚眼では、網膜の桿体層の後ろの網膜色素上皮や脈絡膜にグアニンなどの金属光沢のある結晶を持つものが多い。

## 細胞性輝板
細胞性輝板は輝板細胞が網膜面と平行に層板上に積み重なった構造物であり、食肉類や鯨類や原猿類に存在する。夜にネコの目が光って見えるのはこのため。
輝板は、肉食獣では亜鉛とシステイン複合体の結晶、キツネザルではリボフラビンからなる。
亜鉛を多く含むため、キレート作用のある薬剤で変色したり反射率の低下が起きる。

## 線維性輝板
線維性輝板は、少数の線維芽細胞を含む規則的にならんだ膠原線維層（コラーゲン繊維）からなる構造物であり、有蹄類に存在する。網膜を通過した光線の内、網膜最外層の色素上皮細胞および脈絡膜に吸収されず、輝板に達したものはここで反射して再び網膜の視神経を刺激する。

## クモ
脊椎動物ではない蜘蛛にも、タペタムを持つ種がおり、タペタムの分類は3種類ある。
1. Primitive type - 網膜の後ろに単純な反射膜がある （例：ハラフシグモ亜目、トタテグモ下目など）
2. カヌー型 ‐ 神経線維のための隙間によって隔てられた2枚の外側壁（例：コガネグモ科、ヒメグモ科など）
3. 格子型 ‐ 格子型となった反射板を形成したもの（例：キシダグモ科など）